# Korean Air
A Korean Air Co., Ltd. (hangul: 주식회사 대한항공, handzsa: 株式會社 大韓航空, RR: Jusikhoesa Daehan Hanggong) (IATA-kódja: KE, ICAO-kódja: KAL, hívójele: KOREAN AIR), amely Korean Air néven üzemel, Dél-Korea nemzeti légitársasága és legnagyobb légi fuvarozója a flotta mérete, a nemzetközi célpontok száma és a nemzetközi járatok száma alapján. A vállalat központja Szöulban van. A mai Korean Air 1969-ben jött létre miután a Hanjin Group megvásárolta az állami kézben lévő Koreai Air Linest, amely 1962 óta működött. A Korean Air a SkyTeam légiszövetség egyik alapító tagja.

## Történet

### Kezdetek

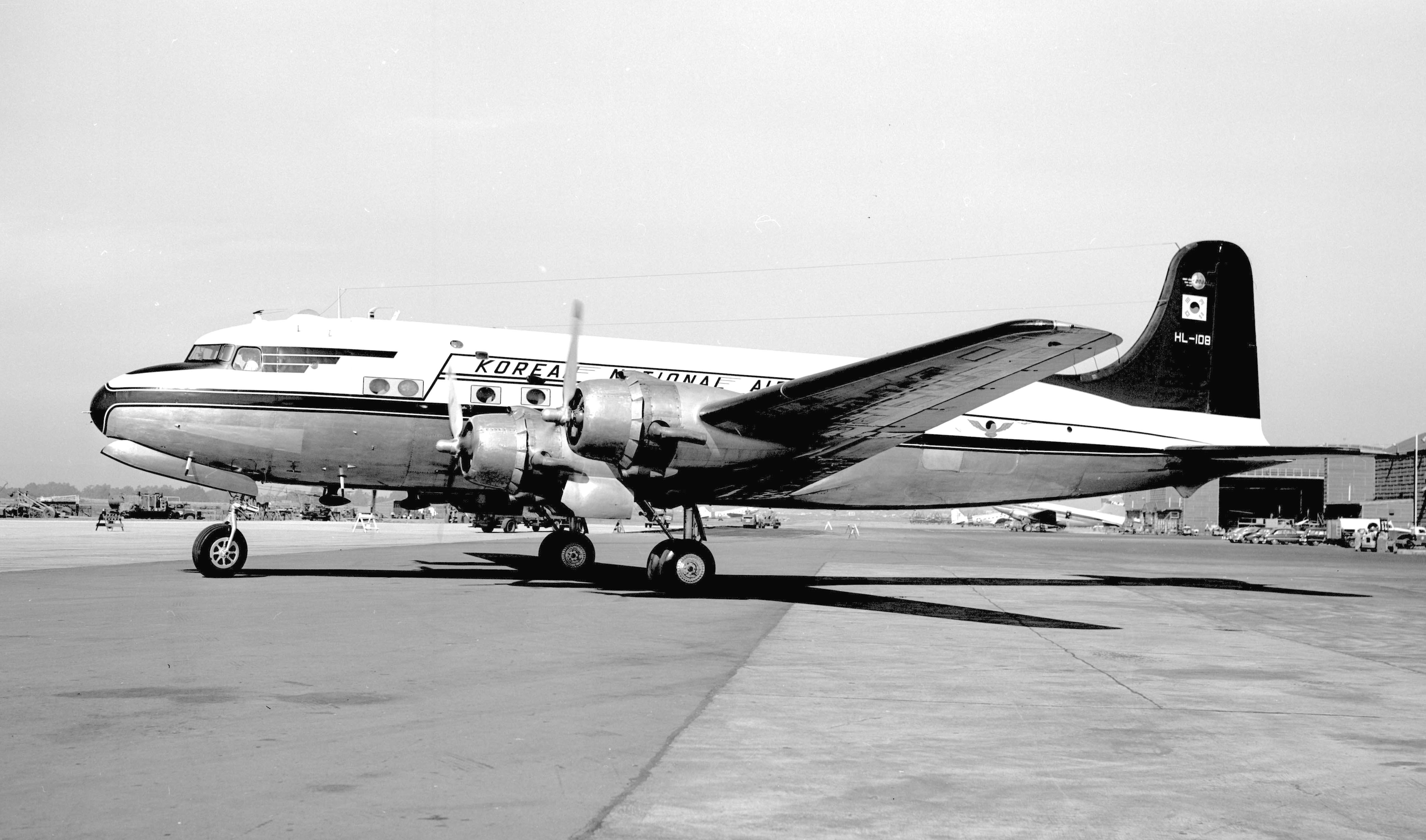
A Korean National Airlines egyik Douglas DC–4-ese 1953-ban

A Korean Air története 1930-ra nyúlik vissza. 1930. május 15-én Szin Jonguk pilóta és üzletember megalapította az első koreai repülőiskolát kizárólag koreaiak számára, ebből alapított 1936-ban Csoszon néven légitársaságot és kezdett Szöulból az ország több pontjára repülni. Miután Koreát a második világháború végén felszabadították, a Csoszon 1946. március 1-én felvette előbb a Korean International Airlines, majd 1948. október 14-én a Korean National Airlines (rövidítve: KNA) nevet, az amerikai katonai adminisztráció jóváhagyásával pedig újraindította repülőjáratait. A KNA kezdetben három amerikai Stinson Voyager repülőgéppel kötötte össze Szöult Kangnunggal, Kvangdzsuval, Csedzsuval, Ongdzsinnel és Puszannal. 1953-ban a céget részvénytársasággá szervezték át és Douglas DC–4-esekkel nemzetközi járatokat indítottak Hongkongba és Tajvanra.
Miután Pak Csong Hi 1961. május 16-án államcsínnyel hatalomra került, számos magánvállalatot, így a Korean National Airlinest is államosították. Az államosítással a kormány célja a koreai polgári repülőipar gyors fejlesztése volt, ugyanis a Korean National Airlines ekkorra keresletcsökkenés és árfolyamingadozás miatt pénzügyi és működési nehézségekkel küzdött (emiatt Szin, az alapítója öngyilkosságot követett el). Az államosítás az 1962. március 14-i légi fuvarozási törvény értelmében azon év június 19-én lett hivatalos; az immáron állami kézben lévő légitársaságot Korean Air Linesra (rövidítve: KAL) keresztelték át.

### Állami kézen
A légitársaság 1962–1969 között állami kézben maradt. A kormányzat azt remélte, hogy az államosítás után egy olyan nemzetközi légitársaság jön majd létre, amely fel tudja venni a versenyt a kor nagyjaival, így az Air France-szal, Japan Airlinesszal, Lufthansával és a Pan Ammel. Több új repülőgéptípust is bevetettek, az 1953-tól repülő Douglas DC–3-asok és 1954-től repülő DC–4-esek mellett 1964-től Fokker F27-eseket és 1967-től sugárhajtású McDonnell Douglas DC–9-eseket is üzemeltettek. A DC-9-esekkel, amelyeket a gyártótól az amerikai Export-Import Banktól felvett kölcsönből vásároltak, megkezdődött a jégkorszak a Korean Air Linesnál. Az első DC–9-es 1967. július 23-án érkezett meg a Korean Air Lineshoz és augusztus 14-étől a Szöul-Tajvan-Hongkong, augusztus 19-től pedig a Szöul-Oszaka útvonalon repült.
Az állam ambiciózus tervei ellenére a Korean Air Lines többnyire belföldi vállalat maradt és folyamatosan pénzügyi és működtetési nehézségekkel küzdött. A karbantartó műhelyek és eszközök hiánya miatt például a régebbi géptípusok fenntartása egyre nagyobb nehézségeket okozott. A DC–9-es bevezetése sem volt problémamentes: az egyik gép hajtóműve 1967. szeptember 1-én az oszakai repülőtérről történő felszállás után röviddel meghibásodott, a tajvani és hongkongi járatokat ezért felfüggesztették és egy új tokiói járat indítását elhalasztották. A társaság DC–9-esei hat hónapig nem repültek újra, ezalatt Koreába tartó és onnan induló nemzetközi járatokat csak külföldi légitársaságok üzemeltettek, a Korean Air pedig így egyre vesztett piaci részesedéséből. A pénzügyi és vezetési nehézségek miatt a cég adóssága 2,7 milliárd vonra nőtt, emiatt az állam 1967-ben úgy döntött, hogy eladja a légitársaságot. Az új tulajdonos 1969. február 28-ától a Hanjin Group csebol lett.

### A privatizáció után

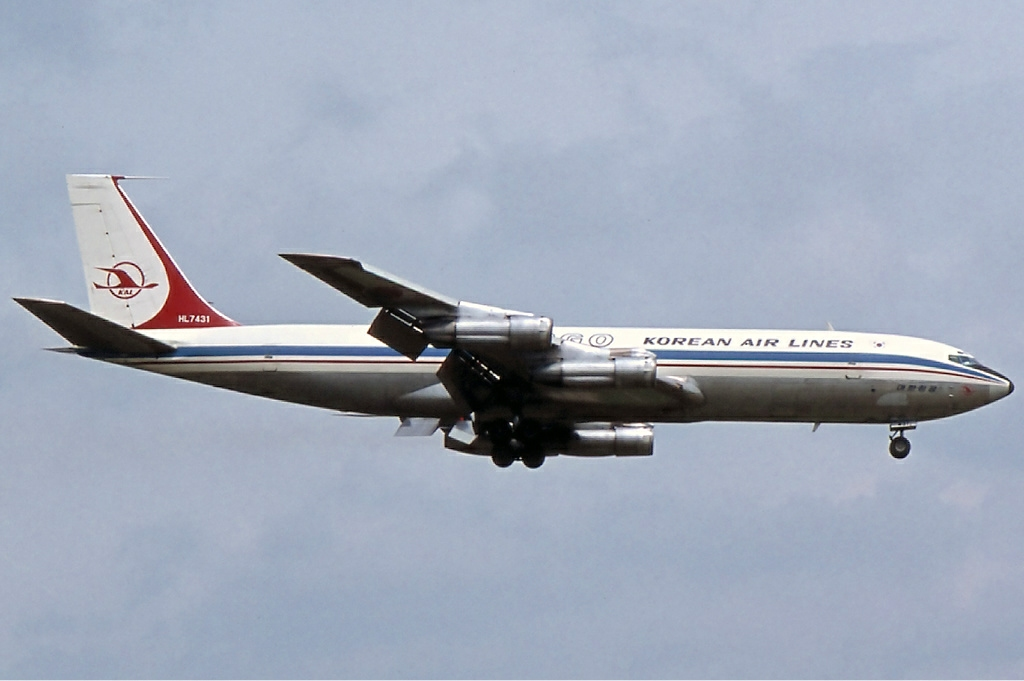
A Korean Air egyik Boeing 707-ese 1980-ban

A privatizáció utáni első éveket a belföldi járatszámok növekedése jellemezte, 1969 februárjától a Korean Air Lines Szöul központtal nyolc dél-koreai úti célt szolgált ki. Mivel ezen belföldi járatok kezdetben  veszteséget termeltek, a járathálózatot többször módosították, 1971-re a társaság egy körutas hálózatban 15 várost kötött össze, ami növelte a bevételeket. Két évvel később az 1973-as olajválság negatívan érintette a világ összes légitársaságát, emiatt a Korean Air Lines is felfüggesztette vagy megszüntette számos belföldi járatát. 1969–1973 között a belföldi utasok száma az évi 607 000-ről 1 278 000-ra növekedett, ám az olajválság következtében 1974-re 991 000-re, 1976-ra pedig 786 000-re esett. Az 1977-es év mutatott először belföldi utasszámnövekedést 1973 óta.
Az olajválság alatt a nemzetközi utasszám a belföldivel ellentétben nőtt, 1973–1977 között 936 000-ről 1 385 000-re, ez azonban  annak volt csak köszönhető, hogy a Korean Air Lines fokozatosan növelte nemzetközi járatainak számát. Az 1970-es években új járatok indultak Szöulból Dzsiddába, Los Angelesbe, Manámába és Párizsba. A Korean Air Lines azt is kihasználta, hogy 1970–1978 között a koreai és amerikai kormány többször tárgyalt a két ország közötti légiforgalmi egyezmény módosításáról, aminek köszönhetően tovább növekedhetett a Dél-Korea és az Egyesült Államok közötti légiforgalom. 1979-ben például elindulhatott az első Szöul-New York repülőjárat is. Az új útvonalakon az ebben az évtizedben szolgálatba állt McDonnell Douglas DC–10-esek, Boeing 707-esek és Boeing 747-esek repültek.

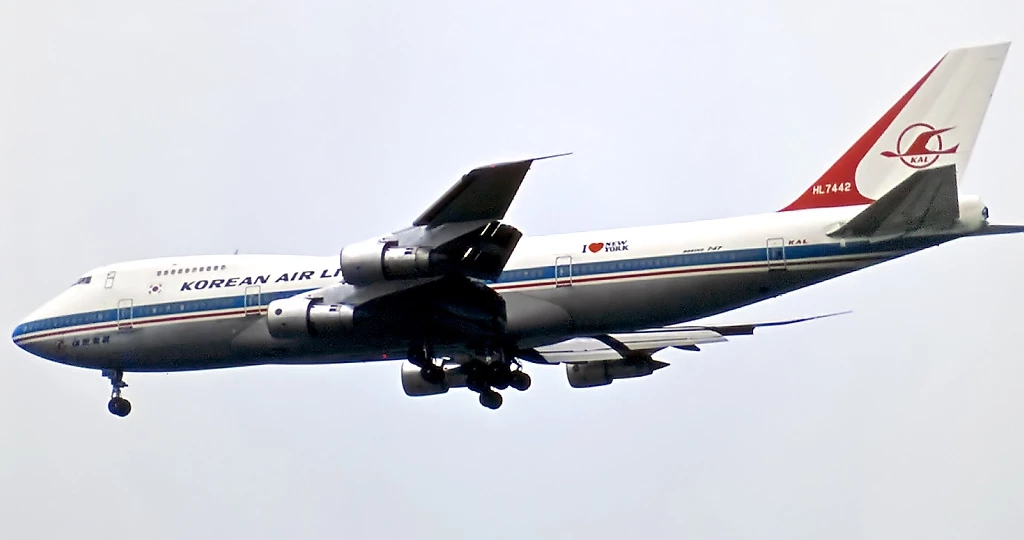
A Korean Air HL7442 lajstromjelű Boeing 747-ese 1980-ban; 1983-ban ezt a repülőgépet lőtték le szovjet légtérben

A privatizációt követő két évtizedben a dél-koreai légiközlekedés középpontjában a Korean Air Lines állt, a dél-koreai piacon monopol helyzetben volt. Ezt a belföldi monopol pozícióját kihasználva 1988-ra a világ egyik legnagyobb légitársaságává nőtte ki magát. A növekedés szimbólumaként 1984-től repülőgépein Korean Air Linesról Korean Airre rövidítette nevét és bemutatta új égszínkék gépfestését és új logóját, a korábbi hattyút felváltó teguk jelképet, amely a dél-koreai zászlón és címeren is megtalálható. Az arculatváltással a légitársaság azonban egy 1983-as halálos baleset körüli negatív PR visszhangot is maga mögött kívánt hagyni. 1983-ban ugyanis a Korean Air 007-es New York-Anchorage-Szöul járatát a Szahalin-sziget fölött a szovjet légvédelem lelőtte, a balesetet senki nem élte túl. Az Nemzetközi Polgári Repülési Szervezet baleseti jelentése szerint a repülőgép véletlenül sodródott a szovjet légtérbe, mivel a pilóták nem észlelték, hogy a tehetetlenségi navigációs rendszer hibásan volt beállítva. Öt éven belül ez volt a Korean Air Lines második balesete szovjet légtérben: 1978-ban a 902-es Párizs-Anchorage-Szöul járat is navigációs hiba miatt szovjet légtérbe repült be, ahol szovjet vadászgépek rálőttek, de ennek a találatot kapott gépnek sikerült kényszerleszállnia. Az 1978-as balesetben ketten vesztették életüket.
Az 1980-as évek eleji második olajválság után a légiforgalom ismét fellendült, a legjövedelmezőbbek a közel-keleti járatok voltak, amelyek a dél-koreai építőipar közel-keleti jelenléte miatt az olajválság idején is egyre több utast szállítottak. 1982-ben például a Korean Air azért tudott produkálni 10,2 milliárd von nyereséget, mert a közel-keleti járatok 50,1 milliárd von hasznot hoztak. Az évtized közepétől a belföldi utasszám is növekedett, emiatt a társaság több Fokker F28-ast és McDonnell Douglas MD–80-ast vásárolt, amelyek 1984–1985-től lettek a flotta részei. A koreai kormány az 1980-as évek végére arra a következtetésre jutott, hogy ha a Szöulban megrendezett 1986. évi Ázsia-játékok és  1988. évi nyári olimpiai játékok körüli utasszámnövekedést kihasználva tovább kívánja növelni a légiforgalmat, akkor a Korean Air mellett az országnak más légitársaságra is szüksége van. Ennek a liberalizációs politikának köszönhetően 1988-ban bejegyezték a Korean Air első komolyabb versenytársát, a Seoul Airt, amely még abban az évben nevét Asiana Airlinesra változtatta. Az Asiana piacra lépésével megszűnt a Korean Air kétévtizedes monopóliuma.

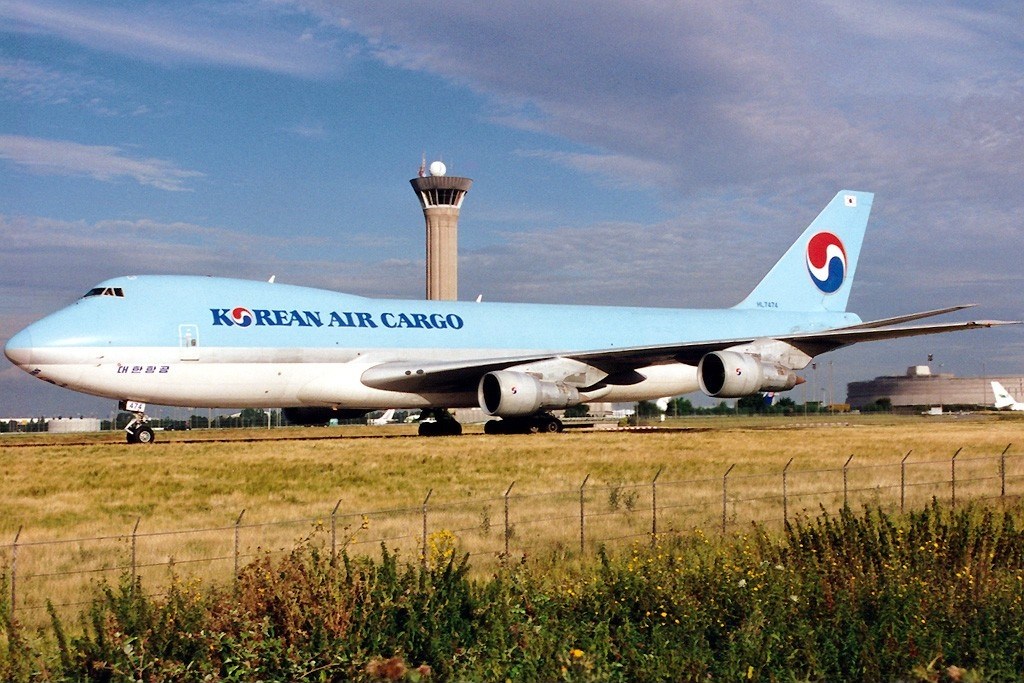
A Korean Air egyik Boeing 747–200-as kargógépe 1995-ben

Az 1980-as évekre a teherforgalom is egyre fontosabb szerepet játszott a Korean Air terveiben. 1969 előtt, amikor a céget privatizálták, a világ teherforgalmát jobbára hajókkal bonyolították, ám az 1970-es években a növekvő gazdasági tevékenység és az új elektronikai termékek kereskedelmének lebonyolítására egyre inkább terjedt a légi kargózás. Ez első koreai kargógép, egy Boeing 707-es még az 1970-es évek elején forgalomba állt, majd az 1980-as években a cég több Boeing 747-es kargógépet is vásárolt. Ennek köszönhetően a Korean Air volt 1985-ben a világ 7. legnagyobb légi kargóforgalmazója.

### Az ezredforduló
Az 1990-es és 2000-es években a Korean Air tovább növekedett. 1995-ben fogadta 100. repülőgépét, egy Boeing 747–400-ast. 1996-ra a Korean Air korgóforgalma a világ második legnagyobbika lett és az 1997-es ázsiai pénzügyi válság alatt tovább nőve 2004-re elérte az első helyet. 2001-ben nyílt meg a Szöuli Fővárosi Területet kiszolgáló Incshoni nemzetközi repülőtér, amely a társaság új központja lett. Ezenfelül míg az ezredforduló körül több légitársaság légiszövetséget hozott létre, a Korean Air is így tett és az Aeroméxicóval, az Air France-szal és a Delta Air Linesszal együtt 2000. június 22-én megalapította a SkyTeam szövetséget.
A 2000-es évekre a légitársaság orvosolni látszotta a repülési biztonsági problémáit. Az 1970-es és 1990-es évek között a Korean Air a világ egyik legveszélyesebb légitársasága volt a baleseti halálozások száma alapján. Az amerikai Védelmi Minisztérium például megtiltotta katonai személyzetének, hogy a Korean Air járatain repüljenek, Kanada pedig komolyan fontolgatta, hogy kitiltja a társaságot a kanadai légtérből. Az 1990-es években a Korean Air járatain 311-en vesztették életüket, a 007-es járatának 1983-as lelövése és 1999 között a halottak száma 750 volt, és csak 1999-ben a társaság három gépet vesztett el balesetekben. 1997-től a légitársaság vezetése ezért külföldi segítséggel, például a Delta Air Linesszal és a Boeinggal együttműködve lépéseket tett járatai biztonságának növelésére, többek között külföldi szakembereket vettek fel és új személyzeti és pilótakiképzési programokat vezettek be. A változásoknak köszönhetően a Korean Airnek azóta nem volt halálos balesete.

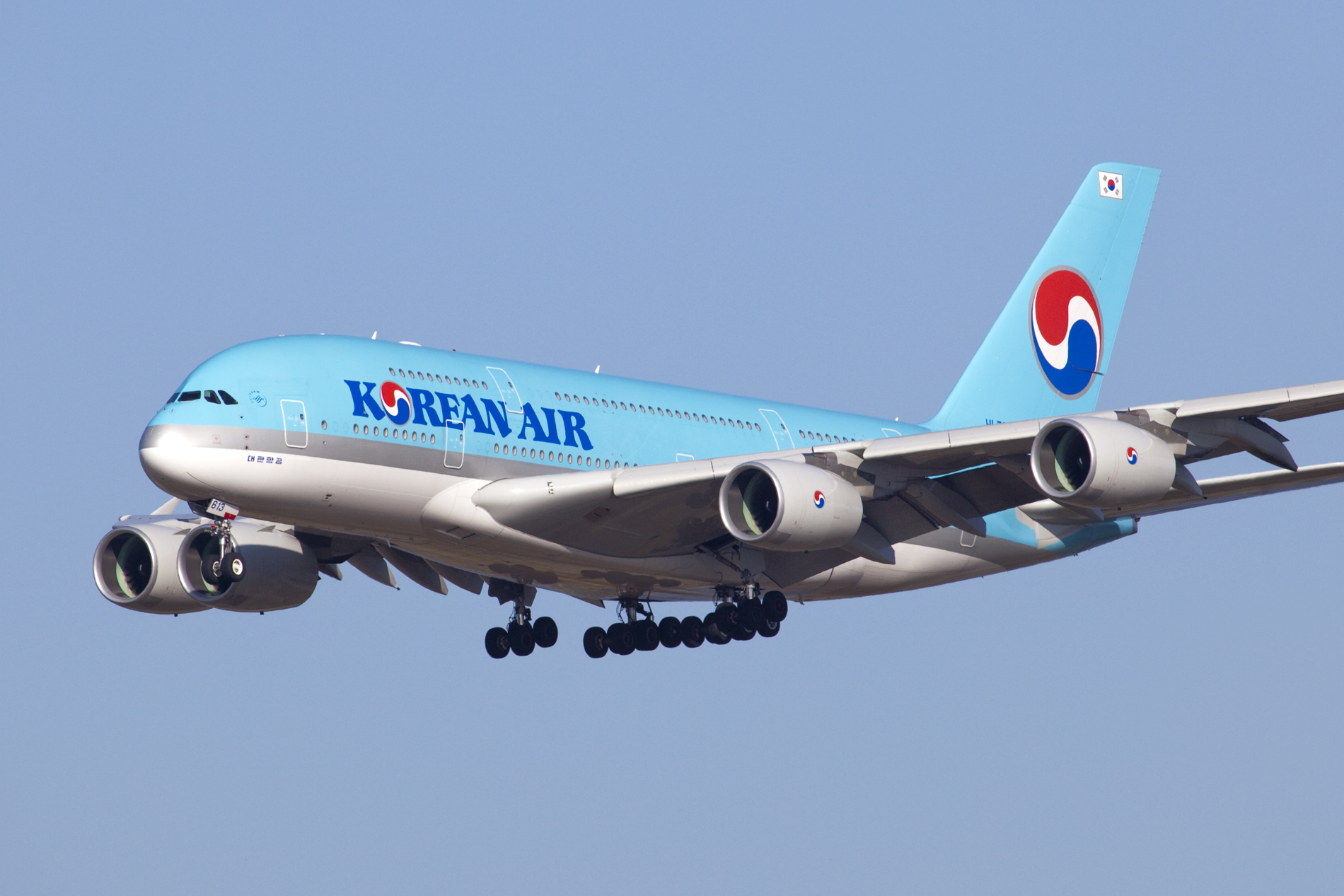
A Korean Air egyik Airbus A380-asa 2012-ben

A 2010-es évek közepén a Korean Air európai terjeszkedésének részeként 44%-os kisebbségi részesedést szerzett a cseh CSA Czech Airlinesban. Az adásvételt a cseh kormány 2013-ban hagyta jóvá, ezzel ez lett a Korean Air első befektetése külföldi légitársaságban. A Korean Air célja a Prága-Václav Havel repülőtér továbbfejlesztése volt, hogy onnan terjeszthesse ki hálózatát egész Európára. Ezidőtájt több Európán kívüli légitársaság kívánt betörni az európai piacra közép- és kelet-európai regionális központokon keresztül, az Etihad Airways például 2011-ben vásárolt 29%-os részesedést a német Air Berlinben, a Turkish Airlines pedig a lengyel LOT iránt érdeklődött komolyabban. A Korean Air végül 2018-ban adta el részesedését a cseh társaságban.

### A Covid19-pandémia hatása
A Covid19-pandémia kezdetén, 2020 első hónapjaiban a Korean Air 80%-kal csökkentette járatai számát és ideiglenesen kivont a forgalomból körülbelül 100 repülőgépet. Egész éves viszonylatban 2020-ban 2019-hez képest a nemzetközi járatok száma kétharmaddal, a belföldi járatok száma azonban csak tizedével csökkent. A pandémia átvészelése érdekében 2020 februárjában a koreai kormányzat 300 milliárd vonos támogatást nyújtott a hazai légitársaságoknak, ebből a Korean Air is részesült. Összességében a Korean Air azon kevés légitársaság egyike volt, amely 2020-ban a világjárvány ellenére is pozitív adózás előtti bevételt könyvelhetett el.
2020. november 16-án a koreai kormány bejelentette, hogy a Korean Air megvásárolja az Asiana Airlinest a Koreai Fejlesztési Banktól kapott 800 milliárd vonos kölcsönből, ami által a világ 7. legnagyobb légitársasága jön majd létre. A fúzió részben a Covid19-pandémia eredménye, mivel a kormány nem tudott tovább támogatni két nagyméretű légitársaságot és stabilizálni kívánta a koreai légifuvarozást. 2021. március 31-én bejelentették, hogy az összeolvadást elhalasztják, mivel külföldi hatóságok még nem hagyták jóvá a fúziót. A késés miatt az Asiana Airlines 2024-ig a Korean Air leányvállalataként fog működni tovább.

## Vállalati háttér
A Korean Air 1969 óta a Hanjin Group leányvállalata, amely főként a közlekedési és logisztikai szektorban érdekelt. A Korean Air és Hanjin jó példája a Dél-Koreában elterjedt cseboloknak, amelyek családi alapítású, több szektorban érdekelt óriásvállalatok, felettük az állam a dél-koreai katonai diktatúra ideje alatt jelentős befolyást gyakorolt pénzügyi támogatás és a gazdasági aktivitások szabályozása által. Így volt ez a Korean Airnél is, amelyet az 1969-es privatizáció után egészen az 1990-es évekig az állam nagymértékben támogatott, például 1987-ig a légiközlekedési szektorban törvényi úton monopóliumot tartott fenn a Korean Air javára. Ezenfelül a cég még ma is az alapító család kezében van: Cso Vonte jelenlegi vezérigazgató a Hanjin alapítójának és a Korean Air privatizáció utáni első vezérigazgatójának fia.
A légitársaság részvényeit a Koreai Értéktőzsdén jegyzik, piaci kapitalizációja 2021. márciusában 6206 milliárd von. 2013-tól működtetője a Hanjin KAL holding társaság.
Központja Szöul Kangszo kerületében található a Kimphói nemzetközi repülőtér mellett. Közvetlen összeköttetésben áll a repülőtérrel, a főhadiszállás közepén elhelyezkedő géphangár a repülőtér forgalmi előterére és kifutópályájára néz. Az új központot 1997-ben adták át.

### Üzleti érdekeltségek

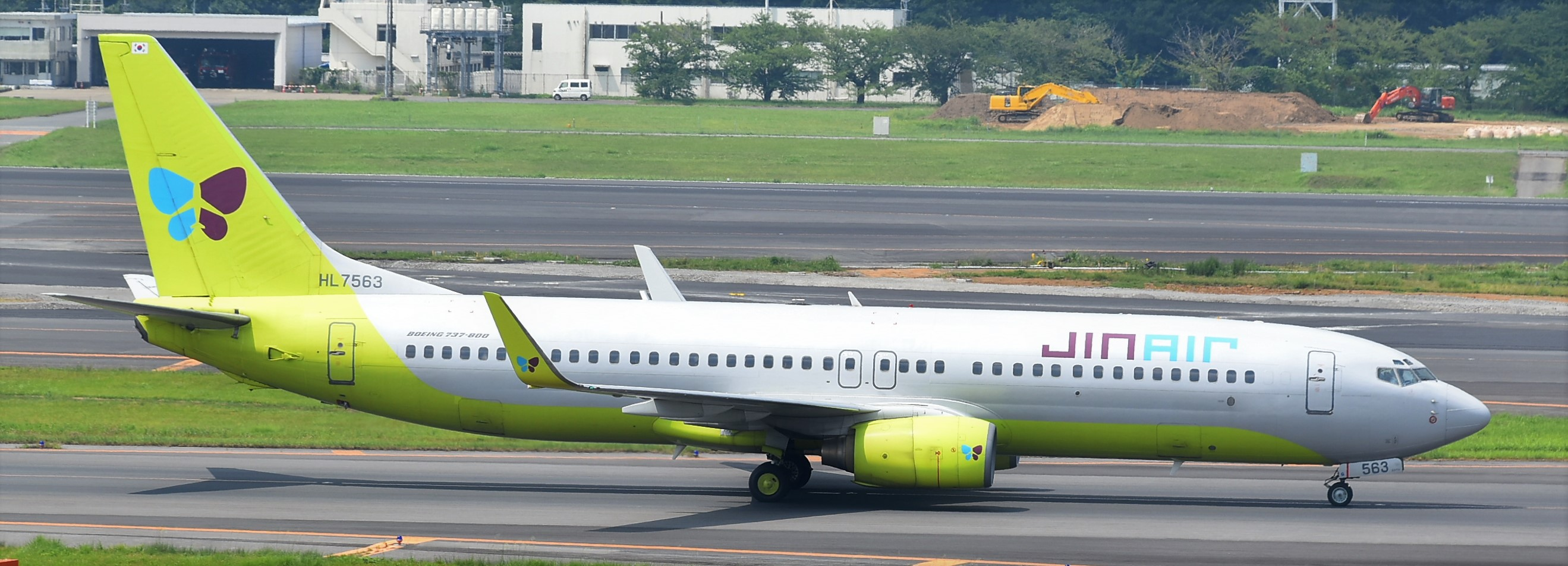
A Jin Air, a Korean Air fapados leányvállalatának Boeing 737-ese 2018-ban

A fapados légitársaságok népszerűségének 2000-es évekbeni növekedését kihasználandó a Korean Air 2008-ban megalapította fapados leányvállalát, a Jin Airt. A Korean Air és az Asiana Airlines fúziójával a két társaság leányvállalatai és összeolvadnak, így a Jin Air 2024-re egyesül majd az Air Busannal és Air Seoullal.
A Korean Air 1975 óta a repülőgépgyártásban is érdekelt. A cég Korean Air Aerospace Division nevű részlege az 1970-es években elsőként a katonai repülőgépiparban szerzett részesedést, később a civil repülőgépek gyártására is kiterjesztette hatáskörét. Más repülőgépgyártókkal kötött szerződések értelmében amerikai A–10-es, F–15-ös, F–16-os és F–35 vadászgépeket és CH–47 Chinook és UH–60 Black Hawk helikoptereket újít fel, javít vagy azok számára alkatrészeket gyárt, a civil részlege pedig az Airbus A320-as és A350-es, a Boeing 737-es, 747-es, 777-es és 787-es, valamint az Embraer E-Jetek egyik beszállítója.

### Korean-Delta vegyesvállalat
A Korean Air és a Delta Air Lines, az Egyesült Államok második legnagyobb légitársasága 2018. május 1-ével vegyesvállalatot működtet. A légitársaságok vegyesvállalatok útján koordinálják járataikat és jegyáraikat, az utasok könnyebben vásárolhatnak jegyeket a két társaság járataira akár a két társaság közötti átszállással is; a vásárlói élmény javítását általában digitális technológiák integrálásával érik el. A két társaság közötti együttműködés 2019-ben még szorosabb lett, 2019. júniusában a Delta 4,3%-os részesedést szerzett a Korean Airt tulajdonló Hanjin KAL holding társaságban, 2020. februárjára pedig ez a részesedés 11%-ra nőtt.

### Pénzügyi adatok
Az alábbi adatok a december 31-én végződő naptári évre értendők:
|                 | 2016       | 2017       | 2018       | 2019       | 2020       |
| --------------- | ---------- | ---------- | ---------- | ---------- | ---------- |
| Árbevétel       | 11 731 853 | 12 092 211 | 13 011 645 | 12 384 264 | 7 606 224  |
| Bruttó nyereség | 2 246 864  | 2 059 293  | 2 033 653  | 1 365 040  | 676 355    |
| EBIT            | 1 105 512  | 940 000    | –          | –          | 107 971    |
| Nettó jövedelem | –564 882   | 791 510    | –168 481   | –749 586   | –861 850   |
| EBITDA          | 2 857 020  | 2 633 015  | 2 422 289  | 2 249 290  | 2 069 544  |
| Összes vagyon   | 23 956 535 | 24 648 674 | 25 842 501 | 27 014 119 | 25 190 061 |

## Uticélok
A Korean Air saját maga vagy helymegosztási megállapodásokon keresztül 5 kontinens 43 országának 120 úticéljára repül, ebből 13 belföldi és 107 külföldi járat. A Covid19-pandémia miatt a járatok többségét felfüggesztették, a társaság 2021. április közepén mindössze 38 külföldi városba repült.

## Flotta
| Típus                   | Szolgálatban | Rendelés | Utasok | Utasok | Utasok | Utasok   | Megjegyzések      |
| Típus                   | Szolgálatban | Rendelés | F      | P      | E      | Összesen | Megjegyzések      |
| ----------------------- | ------------ | -------- | ------ | ------ | ------ | -------- | ----------------- |
| Airbus A220–300         | 10           | –        | –      | –      | 140    | 140      |                   |
| Airbus A321neo          | 16           | 40       | –      | 8      | 174    | 182      | További 20 opció. |
| Airbus A330–300         | 18           | –        | –      | 24     | 248    | 272      |                   |
| Airbus A330–300         | 18           | –        | –      | 24     | 252    | 276      |                   |
| Airbus A330–300         | 18           | –        | –      | 24     | 260    | 284      |                   |
| Airbus A350–900         | 2            | 4        | –      | 28     | 283    | 311      |                   |
| Airbus A350–1000        | –            | 27       |        |        |        |          |                   |
| Airbus A380–800         | 6            | –        | 12     | 94     | 301    | 407      |                   |
| Boeing 737–800          | 2            | –        | –      | 12     | 126    | 138      |                   |
| Boeing 737–800          | 2            | –        | –      | 12     | 135    | 147      |                   |
| Boeing 737–900          | 9            | –        | –      | 8      | 180    | 188      |                   |
| Boeing 737–900ER        | 6            | –        | –      | 12     | 147    | 159      |                   |
| Boeing 737–900ER        | 6            | –        | –      | 8      | 165    | 173      |                   |
| Boeing 737 MAX 8        | 5            | 24       | –      | 8      | 138    | 146      |                   |
| Boeing 737 MAX 8        | 5            | 24       | –      | 8      | 150    | 158      |                   |
| Boeing 737 MAX 8        | 1            | 24       | VIP    | VIP    | VIP    | VIP      |                   |
| Boeing 747–8I           | 5            | –        | 6      | 48     | 314    | 368      |                   |
| Boeing 747–8I           | 1            | –        | VIP    | VIP    | VIP    | VIP      |                   |
| Boeing 777–300          | 4            | –        | 6      | 35     | 297    | 338      |                   |
| Boeing 777–300ER        | 25           | –        | 8      | 42     | 227    | 277      |                   |
| Boeing 777–300ER        | 25           | –        | 8      | 56     | 227    | 291      |                   |
| Boeing 777–9            | –            | 20       |        |        |        |          |                   |
| Boeing 787–9            | 14           | 16       | –      | 24     | 245    | 269      |                   |
| Boeing 787–9            | 14           | 16       | –      | 24     | 254    | 278      |                   |
| Boeing 787–10           | 10           | 30       | –      | 36     | 289    | 325      |                   |
| Korean Air Cargo flotta |              |          |        |        |        |          |                   |
| Boeing 747–400ERF       | 4            | –        | –      | –      | –      | –        |                   |
| Boeing 747–8F           | 7            | –        | –      | –      | –      | –        |                   |
| Boeing 777F             | 12           | –        | –      | –      | –      | –        |                   |
| Összesen                | 157          | 151      |        |        |        |          |                   |

| Típus                                | Darabszám  | Szolgálatba állítás | Szolgálatból kivonás | Lecserélő típus                | Megjegyzések |
| ------------------------------------ | ---------- | ------------------- | -------------------- | ------------------------------ | ------------ |
| Airbus A300B4–2C                     | 8          | 1975                | 1997                 | Airbus A330                    |              |
| Airbus A300B4–200F                   | 2          | 1986                | 2000                 | –                              |              |
| Airbus A300–600R                     | 28         | 1987                | 2012                 | Airbus A330                    |              |
| Airbus A300–600R                     | 2          | 1987                | 2012                 | Airbus A330                    |              |
| Airbus A300–600RF                    | 2          | 2015                | 2015                 | –                              |              |
| Boeing 707–320B                      | 4          | 1971                | 1989                 | Boeing 747–200B                |              |
| Boeing 707–320B                      | 1          | 1971                | 1978                 | –                              |              |
| Boeing 707–320C                      | 7          | 1971                | 1989                 | Boeing 747–200B                |              |
| Boeing 707–320C                      | 1          | 1971                | 1987                 | –                              |              |
| Boeing 720                           | 2          | 1969                | 1976                 | Boeing 747–200B                |              |
| Boeing 727–100                       | 5          | 1972                | 1985                 | Boeing 737 NG                  |              |
| Boeing 727–200                       | 12         | 1980                | 1996                 | Boeing 737 NG                  |              |
| Boeing 737–700/BBJ1                  | 1          | 2008                | 2008                 | –                              |              |
| Boeing 737–800                       | 2          | 2007                | 2018                 | Airbus A220–300                |              |
| Boeing 737–800                       | 21         | 2000                | 2020                 | Airbus A220–300                |              |
| Boeing 737–900                       | 2          | 2001                | 2020                 | –                              |              |
| Boeing 747–200B                      | 9          | 1978                | 1998                 | Boeing 747–400                 |              |
| Boeing 747–200B                      | 2          | 1978                | 1998                 | Boeing 747–400                 |              |
| Boeing 747–200B                      | 1          | 1978                | 1983                 | –                              |              |
| Boeing 747–200B                      | 1          | 1978                | 1980                 | –                              |              |
| Boeing 747–200C                      | 2          | 1973                | 2000                 | –                              |              |
| Boeing 747–200F                      | 7          | 1978                | 2006                 | Boeing 747–400F                |              |
| Boeing 747–200F                      | 1          | 1978                | 1991                 | –                              |              |
| Boeing 747–200SF                     | 2          | 1991                | 2002                 | Boeing 747–400F                |              |
| Boeing 747–300                       | 1          | 1984                | 2006                 | Boeing 747–400                 |              |
| Boeing 747–300                       | 1          | 1984                | 1997                 | –                              |              |
| Boeing 747–300M                      | 1          | 1988                | 2001                 | –                              |              |
| Boeing 747–300SF                     | 1          | 2001                | 2006                 | Boeing 747–400F                |              |
| Boeing 747–400                       | 17         | 1995                | 2020                 | Boeing 747–8I Boeing 777–300ER |              |
| Boeing 747–400                       | 8          | 1995                | 2007                 | Boeing 747–8I Boeing 777–300ER |              |
| Boeing 747–400                       | 1          | 1995                | 1998                 | –                              |              |
| Boeing 747–400                       | 1          | 2001                | 2010                 | –                              |              |
| Boeing 747–400BCF                    | 8          | 2007                | 2014                 | Boeing 777F                    |              |
| Boeing 747–400ERF                    | 4          | 2003                | 2017                 | Boeing 777F                    |              |
| Boeing 747–400F                      | 10         | 1996                | 2018                 | Boeing 777F                    |              |
| Boeing 747–400M                      | 1          | 1990                | 2010                 | Boeing 777–300ER               |              |
| Boeing 747SP                         | 2          | 1981                | 1998                 | Boeing 777–200ER               |              |
| Boeing 777–200ER                     | 2          | 1997                | 2020                 | Boeing 787–9                   |              |
| Boeing 777–200ER                     | 4          | 2005                | 2016                 | Boeing 787–9                   |              |
| Bombardier Global Express XRS        | 2          | 2011                | 2017                 | –                              |              |
| CASA C–212                           | 1          | 1980                | 2000                 | –                              |              |
| Douglas DC–3                         | 2          | 1950                | 1970                 | Ismeretlen                     |              |
| Douglas DC–4                         | 2          | 1953                | 1969                 | Ismeretlen                     |              |
| Douglas DC–8–60                      | 6          | 1972                | 1976                 | Boeing 707                     |              |
| Eurocopter EC135–P2+                 | 6          | 2011                | 2018                 | –                              |              |
| Eurocopter EC155–B1                  | 6          | 2004                | 2018                 | –                              |              |
| Fairchild Hiller FH–227              | 2          | 1967                | 1970                 | NAMS YS–11A–200                |              |
| Fokker F27–200                       | 3          | 1963                | 1980                 | Fokker F27–500                 |              |
| Fokker F27–500                       | 3          | 1969                | 1991                 | Fokker F28–400                 |              |
| Fokker F27–600                       | 1          | 1982                | 1986                 | Fokker F28–400                 |              |
| Fokker F28–400                       | 4          | 1984                | 1993                 | Boeing 737 NG                  |              |
| Fokker 100                           | 12         | 1992                | 2004                 | Boeing 737 NG                  |              |
| Lockheed L-749A Constellation        | Ismeretlen | Ismeretlen          | Ismeretlen           | –                              |              |
| Lockheed L-1049H Super Constellation | 2          | 1966                | 1967                 | –                              |              |
| McDonnell Douglas DC–9–32            | 2          | 1969                | 1972                 | Boeing 727                     |              |
| McDonnell Douglas DC–10–30           | 4          | 1975                | 1996                 | McDonnell Douglas MD–11        |              |
| McDonnell Douglas DC–10–30           | 1          | 1975                | 1989                 | –                              |              |
| McDonnell Douglas DC–10–30CF         | 1          | 1978                | 1983                 | –                              |              |
| McDonnell Douglas MD–11              | 5          | 1991                | 1995                 | Airbus A330 Boeing 777         |              |
| McDonnell Douglas MD–11F             | 4          | 1995                | 2005                 | Boeing 747–400BCF              |              |
| McDonnell Douglas MD–11F             | 1          | 1995                | 1999                 | –                              |              |
| McDonnell Douglas MD–82              | 9          | 1993                | 2001                 | Boeing 737 NG                  |              |
| McDonnell Douglas MD–83              | 7          | 1994                | 2001                 | Boeing 737 NG                  |              |
| McDonnell Douglas MD–83              | 1          | 1994                | 1999                 | –                              |              |
| NAMS YS-11A-200                      | 6          | 1968                | 1976                 | Boeing 727                     |              |
| NAMS YS-11A-200                      | 1          | 1968                | 1969                 | –                              |              |

## Utaskabin

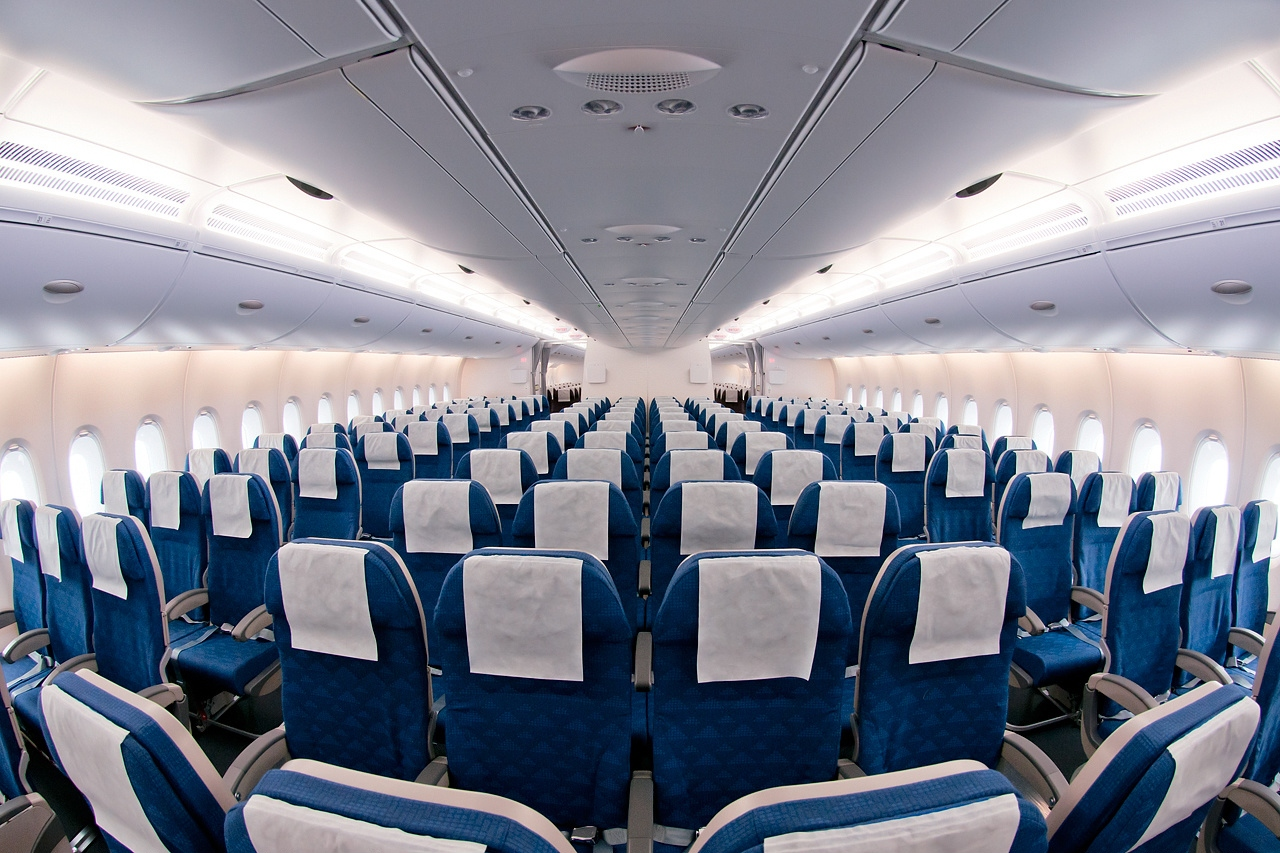
Egy Airbus A380-as turista osztálya

A Korean Air járatai háromosztályos elrendezésben repülnek:
- A Kosmo Suites első osztály, amely az Airbus A380, Boeing 747–8I és Boeing 777 típusokon elérhető. Kosmo Suites 2.0 ülésekkel a Boeing gépek vannak felszerelve, az Airbusokon pedig Kosmo Suite-k találhatók; a kettő közötti különbség az, hogy a 2.0-as ülések csúsztatható ajtóval vannak felszerelve.
- A Prestige Class üzleti avagy business osztály.
- Az Economy Class hagyományos turista osztály.

## Balesetek
1969-es privatizációja óta a Korean Air neve az alábbi balesetek kapcsán került a figyelem középpontjába:

### 1960-as évek
- 1969. december 11-én egy észak-koreai ügynök eltérített egy Kangnungból Szöulba tartó NAMS YS–11–125-öst és arra kényszerítette a pilótát, hogy az észak-koreai Szondoki repülőtérre repüljön. Nemzetközi nyomásra Észak-Korea 1970. február 14-én 39 utast szabadon engedett, de 7 utast és a 4 fős személyzetet nem engedtek el. Sorsuk mai napig ismeretlen.[61]

### 1970-es évek
- 1971. január 23-án egy Kangnungból Szöulba tartó Fokker F27-est eltérített egy kézigránátokkal fenyegetőző férfi. A gép Szokcsho város mellett a földbe csapódatott, a gránátok felrobbantak és megölték a másodpilótát és az eltérítőt.[62]
- 1976. augusztus 12-én egy Teheránból Szöulba tartó Boeing 707-es kargógép felszállás után jobbra sodródott ahelyett, hogy balra fordult volna. A gép egy hegybe csapódott, a fedélzeten tartózkodó 5 fős személyzet meghalt.[63]
- 1978. április 20-án a Párizsból az alaszkai Anchoragen keresztül Szöulba tartó 902-es járatszámú Boeing 707-es szovjet légtérbe sodródott a pilóta hibájából. Szovjet légvédelmi vadászok rálőttek a gépre, amely kényszerleszállást hajtott végre egy befagyott tó jegén. 97 utas közül 2 halt meg.[64]

### 1980-as évek
- 1980. november 19-én az Anchorageből Szöulba tartó 015-ös járatszámú Boeing 747-es nekicsapódott a szöuli repülőtér szélén álló töltésbe és a leszállópályára zuhanva darabokra tört és lángra kapott. 15 ember vesztette életét.[64]
- 1981. szeptember 15-én egy Szöulből Zürichbe tartó Boeing 747-es manilai megállóján túlfutott a felszállópályán. Összesen 40-en sérültek meg.[65]
- 1983. szeptember 1-én a New Yorkból Anchoragen keresztül Szöulba tartó 007-es járatszámú Boeing 747-es szovjet légtérbe sodródott. Egy szovjet vadászgép amerikai felderítő repülőgépnek gondolva az utasszállítót rálőtt, 747-es a Japán-tengerbe zuhant. 269-en vesztették életüket.[10]
- 1983. december 23-án az Anchorageből Los Angelesbe tartó 084-es járatszámú teherszállító McDonnell Douglas DC–10-es rossz kifutópályára tért és felszállás közben összeütközött a Southcentral Air 59-es járatszámú Piper Pa–31-esével. A Piper 9 utasa és legénysége megsérült, a Korean Air gépe túlcsúszott a futópályán.[66]
- 1985. május 18-án egy utas megpróbált Észak-Koreába eltéríteni egy Szöulből Csedzsuba tartó Boeing 727-est. Az eltérítőt sikerült lefogni és kényszerleszállás után a dél-koreai hatóságok letartóztatták.[67]
- 1987. november 29-én a Bagdadból Szöulba tartó 858-as járatszámú Boeing 707-es az Andamán-tenger felett egy a fedélzeten elrejtett bomba miatt felrobbant. A dél-koreai hatóságok szerint a merénylet mögött Észak-Korea állt. 115-en vesztették életüket.[68]
- 1989. július 27-én a Szöulból a líbiai Tripoliba tartó 803-as járatszámú McDonnell Douglas DC–10-es leszálláskor a leszállópálya előtt a földbe csapódott. 79-en vesztették életüket.[66]
- 1989. november 25-én egy Szöulból Ulszanba tartó Fokker F28-as szárnya eljegesedett, ami miatt a pilóta elvesztette uralmát a gép felett. A gép lecsúszott a felszállópályáról és lángokba borult. A balesetben többen megsérültek.[69]

### 1990-es évek

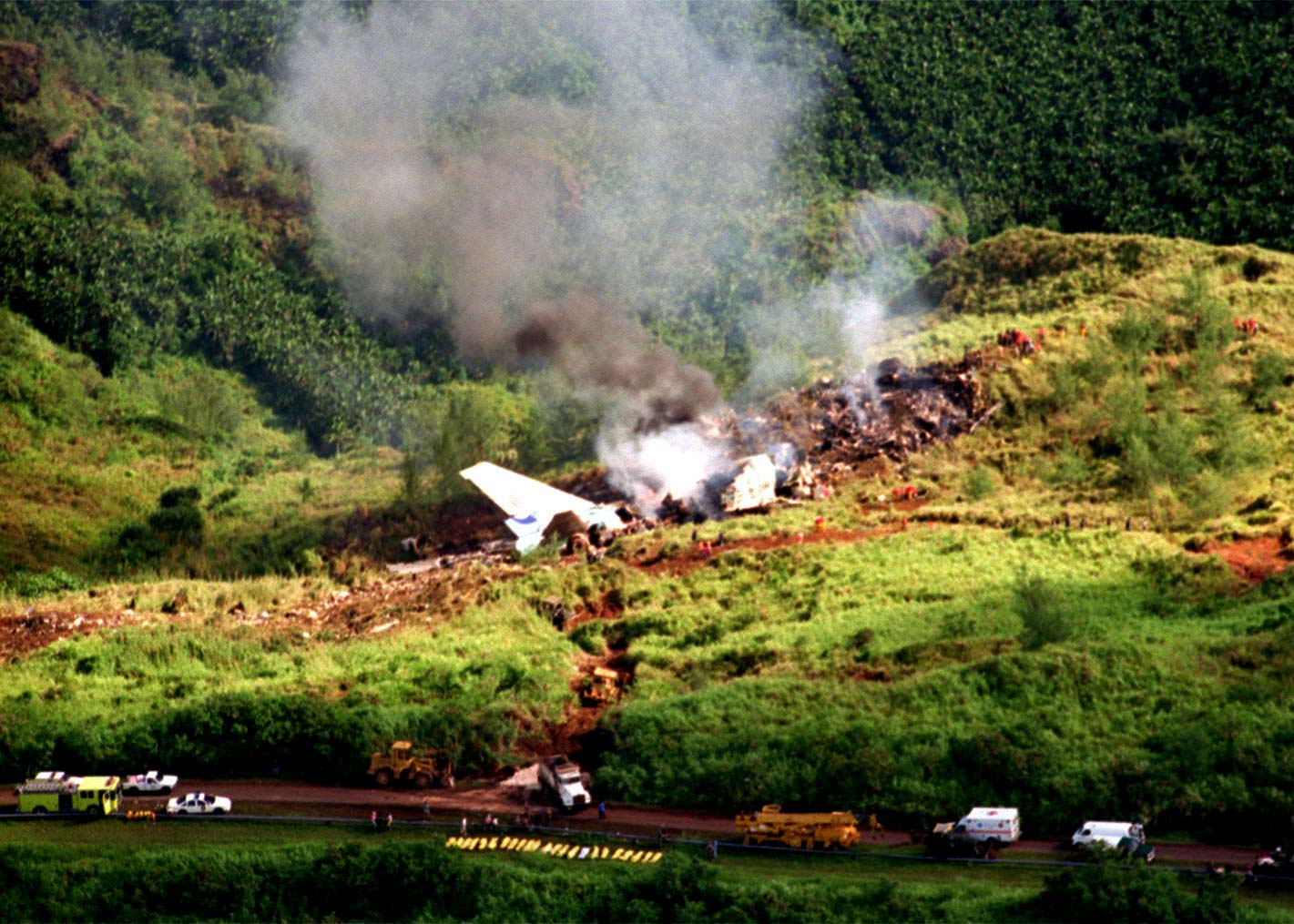
A 801-es járat roncsa, miután Guam szigetén leszállhoz készülődve a dzsungelbe csapódott

- 1991. június 13-án egy Csedzsuból Teguba tartó Boeing 727-es a személyzet hibája miatt futómű nélkül szállt le. Többen súlyosan megsérültek.[70]
- 1994. augusztus 10-én a Szöulból Csedzsuba tartó 2033-as járatszámú Airbus A300-as a futópályán túl későn ért földet és nem tudott annak vége előtt megállni. A repülőgép kigyulladt és teljesen leégett. A légiutas-kísérőknek köszönhetően a balesetben senki nem halt meg.[71]
- 1997. augusztus 6-án a Szöulból Guamra tartó 801-es járatszámú Boeing 747-es túl alacsonyan repült a leszálláshoz készülődve, emiatt egy hegybe csapódott és lezuhant. 228-an vesztették életüket.[72]
- 1998. augusztus 5-én a Tokióból Szöulba tartó 8702-es járatszámú Boeing 747-es rossz időjárási viszonyok miatt Csedzsuban próbált leszállni, leállás közben azonban lecsúszott a leszállópályáról. Többen súlyosan megsérültek.[73]
- 1999. március 15-én a Szöulból Pohangba tartó 1533-as járatszámú McDonnell Douglas MD–83-as a második leszállási próbálkozás közben lecsúszott a leszállópályáról, a géptörzs kettétört. Többen megsérültek.[74]
- 1999. április 15-én a Sanghajból Szöulba tartó 6316-os járatszámú kargó McDonnell Douglas MD–11-es pilóta azt hitte, hogy a gép túl magasan repül és ezért hirtelen ereszkedni kezdett, ám már nem tudta egyenesbe hozni a gépet, ami a földbe csapódott. 8-an vesztették életüket.[75]
- 1999. december 22-én a Londonból Milánóba tartó 8509-es járatszámú kargó Boeing 747-es műszaki hiba és a pilóta hibája miatt röviddel a felszállás után lezuhant. 4-en vesztették életüket.[76]

### 2000-es évek
- 2001. szeptember 11-én a Szöulból Anchoragen keresztül New Yorkba tartó 85-ös járatszámú Boeing 747-es transzpondere tévesen a gépeltérítést jelentő 7500-as kódra volt állítva, ezért az aznapi terrortámadások közepette a légiforgalmi irányítás úgy gondolta, hogy a Korean Air gépét is eltérítették. Az amerikai légierő F–15-ösei a 747-est a kanadai Whitehorse-i nemzetközi repülőtérre kísérték, ahol a rendőrség megerősítette, hogy a gép tévesen sugározta a 7500-as kódot.[77]

### 2010-es évek
- 2016. május 27-én a Tokióból Szöulba tartó 2708-as járatszámú Boeing 777-es bal oldali hajtóműve felrobbant és kigyulladt. A személyzet megszakította a felszállást és sikeresen megállította a gépet a futópálya vége előtt. 40 utas sérült meg könnyebben.[78]